# Патријаршијски дворац и Црква дванаесторице апостола
Патријаршијски дворац и Црква дванаесторице апостола (рус. Патриарший дворец и церковь Двенадцати апостолов) — архитектонски кохерентан спој једне световне и једне сакралне грађевине унутар Московског кремља. Дворац је све до 18. века служио као место живљења и радна резиденција московског патријарха, а храм је био приватна патријархова црква (попут капеле Патријаршије СПЦ у Београду). Данас је ту музеј са богатом колекцијом из прошлости Руске православне цркве и предмета свакодневне употребе из 16. и 17. века.
Дворац и црква се налазе северно од Успенске саборне цркве и звоника Ивана Великог. Градили су их руски мајстори од 1635. до 1656. године, по наруџби московског патријарха Никона. Саборна црква дванаесторице апостола саграђена је на месту старе цркве и делу двора Борис Годунова.
Кров и крстови цркве били су покривени бакарним лимом и позлатом. Године 1680. црква је преуређена и дато јој је садашње име. По величини и раскоши намештаја Патријаршијски дворац не заостаје за царским Теремним дворцем. Овде се налазила богата патријаршијска ризница.
За време владавине Петра Великог у дворцу се налазила московска канцеларија црквеног синода. Ризница и црква пострадали су за време бомбардовања 1917. године. Године 1929. у цркву је био пренесен значајни иконостас из 17. века из разрушеног саборног храма Вознесењског манастира. Од обновљења кремља 1955. године наведене грађевине су у функцији музеја.